# Somatogyrus depressus
Somatogyrus depressus är en snäckart som först beskrevs av Tryon 1862.  Somatogyrus depressus ingår i släktet Somatogyrus och familjen tusensnäckor. Inga underarter finns listade i Catalogue of Life.